# Zuidlaren
Zuidlaren este o localitate Țările de Jos, în comuna Tynaarlo din provincia Drenthe. Până în 1998 localitatea era o comună separată.